# Ypsario
Ypsario o Ypsarion (en griego: Υψάριο, romanizado: Ypsário), conocido localmente como Psario, es una montaña de Tasos. El pico homónimo «Psario», de 1.206 m., es el más alto de la isla.

## Ubicación

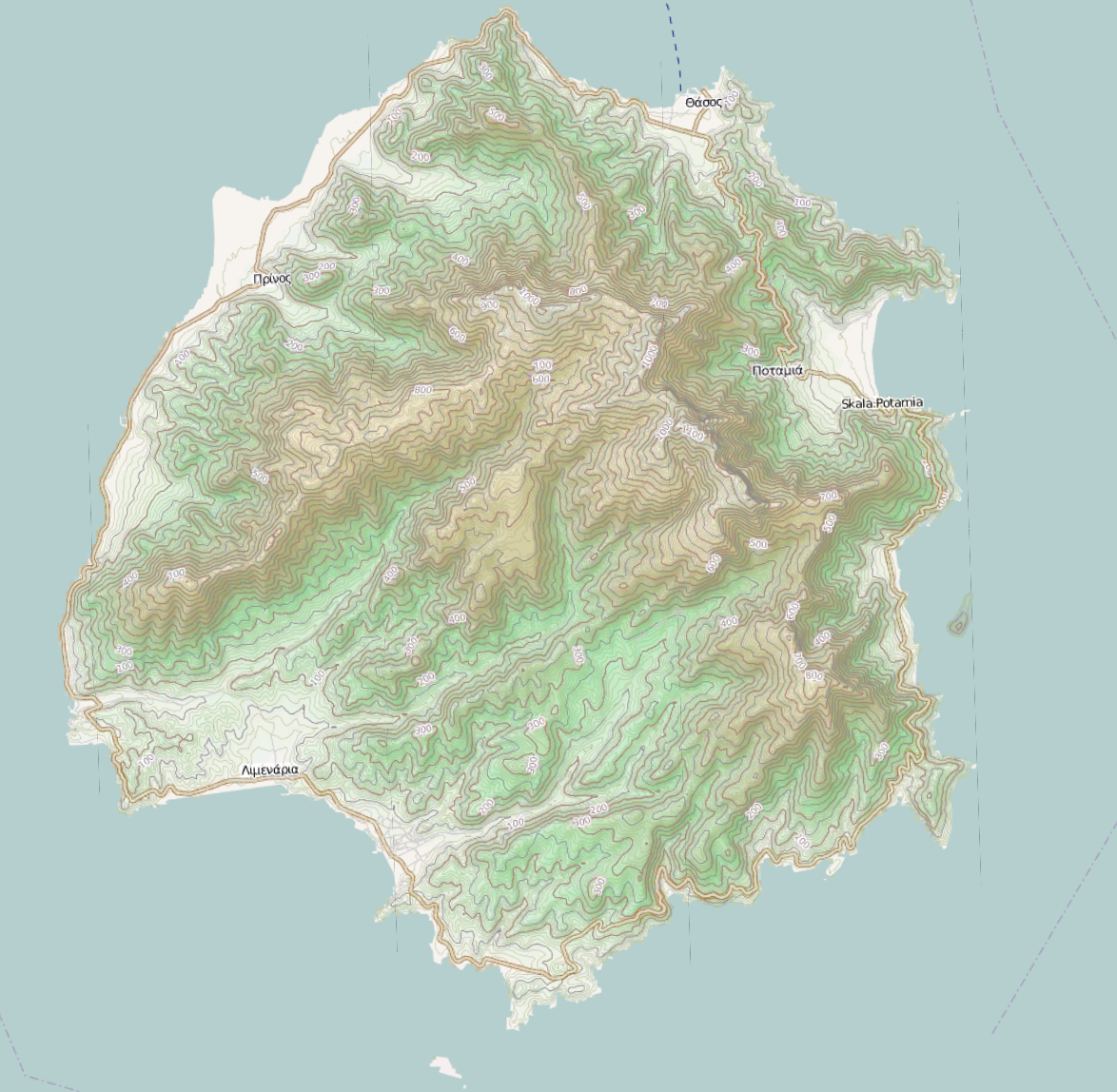
Mapa de Tasos, dentro del cual el monte Ypsario aparece en marrón.

Ypsario ocupa principalmente la parte norte-central de Thasos. Tiene forma de arco con la mayor altitud en la parte noreste de su curva, mientras que la mayoría de los picos restantes se extienden hacia el sur.

## Elementos morfológicos y geológicos
Las cimas situadas en la parte oriental de la montaña se caracterizan por tener pendientes rocosas y pronunciadas, mientras que en el resto el relieve es más suave y con mayor cobertura forestal. Sus rocas son principalmente gneis, dolomita, pizarra y mármol blanco.

## Picos
- «Psario» (1.206 m)
- «Toumba» (1.135 m.)
- «Profitis Ilias» (1.109 m.)
- «Rachi Chetsiu» (1.079 m)
- «Kamenos Vrachos» (1.075 m)
- «Spitoudia» (1.048 m)
- «Tsuknida» (1.040 m)
- «Dýo Kefalés» (1.031 m)
- «Kranidi» (1.028 m)[1][3]

- «Kedreli» (920 m.)
- «Kathares (Kathares)» (874 m.)
- «Kedroi» (860 m.)
- «Trikorfo (Tsoutsoula)» (857 m.)
- «Ai Matis» (809 m.)[1]

## Flora y fauna
A pesar de los incendios de la década de 2010, la cubierta forestal, especialmente en las altas cumbres, es densa, siendo las coníferas la especie dominante. De hecho, la montaña es uno de los lugares más importantes de Grecia por la presencia del pino tráquea (Pinus brutia) que, al fin y al cabo, también tiene el nombre común de pino Thassis. También está el abeto macedonio (Abies x borisii-regis), que se considera un híbrido natural entre el abeto de Cefalonia y el abeto vieira. Ypsario y el hábitat montañoso en general han sido designados como un área importante para las aves de Grecia.

## Senderismo
Se pueden realizar ascensos al pico «Psario» desde los asentamientos de Potamia y Theologos. En el lugar «Koukla» (910 m.) funciona el refugio «Yiannis Panagiotou» de la Asociación de Montañismo Thassi. También es posible atravesar las subregiones del sur de este a oeste (Koinira-Kallirachi), a través del lago artificial de Marión.